# ژرژ آرنو
ژرژ آرنو (به فرانسوی: Georges Arnaud) با نام اصلی آنری ژایر (به فرانسوی: Henri Girald) در سال ۱۹۱۷ به دنیا آمد.
ژرژ از کودکی سودای ماجراجویی و کارهای عجیب در سرداشت، اما بیماری سل امکان چنین فعالیت‌هایی را به او نمی‌داد. از این رو ژرژ یکی از بهترین چاره‌ها را برای این کار یافت و آن هم ادبیات و نویسندگی و خیال پرداز بود. ژرژ پس از تحصیل در رشته حقوق و سیاست به نوشتن پرداخت، آرنو در زمان جنگ چندی به اسارت نازی‌ها درآمد، اما گریخت و در گوشه‌ای از خاک فرانسه پنهان شد. در سال ۱۹۴۱ پدر ژرژ در املاک خانوادگی خود به قتل رسید و از آن جایی که هیچ شاهد یا سرنخی یافت نشد، ژرژ آرنو تنها مظنون این ماجرا بود. او مدتی بعد به اتهام قتل پدر محاکمه شد، اما هرگز گناهش اثبات نشد. ژرژ پس از این واقعه و تحمل چند ماه زندان، به آمریکای جنوبی رفت و چندین سال در آن به حرفه‌های گوناگون پرداخت. ژرژ آرنو در سال ۱۹۵۰ مشهورترین رمان خود، «مزد ترس» را با الهام از سرزمین‌های آمریکای جنوبی منتشر کرد. این کتاب بی‌درنگ به شمارگان بالا فروخته شد و نام نویسنده را در میان بهترین نویسندگان دلهره و هیجان قرن بیستم محکم کرد. درونمایه‌های ضد امپریابیستی و انتقادی آرنو در رمان او را نزد روشنفکران فرانسوی محبوب کرد. اما رمان «مزد ترس» چیزی بیش از یک بیانیه سیاسی بود. آرنو در این کتاب شرایط بشری و معنای ایمان و امید در زندگی را به پرسش کشید. ژرژ آرنو در جیان جنگ الجزایر و در دفاع از یک مبارز الجزایری که به اتهام تروریسم دستگیر شده بود، بیانه‌ای منتشر از سیاست‌های دولت فرانسه درالجزایر انتقاد کرد. چندی بعد در جریان یک گردهمایی بر ضد شکنجه در الجزایر بازداشت شد و چندماهی را در زندان گذراند. پس از آزادی، آرنو در سال ۱۹۶۲ به الجزایر کوچ کرد و در آن جا با بنا کردن یک مدرسه، روزنامه انقلاب آفریقا را نیز منتشر کرد.
آرنو سال‌ها بعد در ۱۹۴۷ به علت شدت بیماری، مجبور شد تا به فرانسه بازگردد و در آن جا به تهیه گزارش‌های تلویزیونی بپردازد، اما پس از چند سال باز هم به اسپانیا رفت و در سال ۱۹۸۷ بر اثر حمله قبلی در گذشت.